# Alex Grant
Alexander Ian Grant, detto Alex (Manchester, 23 gennaio 1994), è un calciatore inglese naturalizzato australiano, difensore del Sydney FC.

## Palmarès

### Club

#### Competizioni nazionali
- Premier's Plate: 1

Perth Glory: 2018-2019
- Coppa della Corea del Sud: 1

Pohang Steelers: 2023